# 스즈키 슈토
스즈키 슈토(일본어: 鈴木 修人, 1985년 8월 31일 ~ )는 일본의 전 축구 선수이다.

## 구단 경력
과거 가시마 앤틀러스, 쇼난 벨마레, 도치기 SC, 기라반츠 기타큐슈에서 활동하였다.